# ヒューンフェルト
ヒューンフェルト（ドイツ語: Hünfeld, ドイツ語発音: [ˈhyːnfɛlt]）は、ドイツ連邦共和国ヘッセン州カッセル行政管区のフルダ郡に属す市である。本市は東ヘッセンに位置している。

## 地理

### 位置
コンラート・ツーゼの街ヒューンフェルトはヘッセン・レーン自然公園（ヘッセン・ケーゲルシュピール）に近いハウネ川沿いに位置している。最寄りの大きな街としては、南に約 16 km 離れたフルダや、北に約 26 km 離れたバート・ヘルスフェルトがある。

### 隣接する市町村
ヒューンフェルトは、北はアイターフェルト、東はラスドルフおよびニュストタール、南東はホーフビーバー、南はペータースベルクおよびフルダ（以上いずれもフルダ郡）、西はシュリッツ（フォーゲルスベルク郡）およびブルクハウン（フルダ郡）と境を接している。

### 市の構成
中核市部（ヒューンフェルト＝ミッテ）のほかに、ダンマースバッハ、グローセンバッハ、キルヒハーゼル、マルゲス、ミヒェルスロムバッハ、モルツバッハ、ニュスト、オーバーフェルト、オーバーロムバッハ、ロスバッハ、ルドルフスハン、リュッカース、ザルゲンツェルの各市区からなる。

## 歴史
ヒューンフェルトは、781年の文書に Campus Unofelt（ハウネ川沿いの土地）として初めて記述されている。この文書には、ハウネ川流域の中央地域が後のカール大帝からフルダ修道院に移譲されたことが記されている。フルダ修道院は遅くとも9世紀初めに Huniofelt に僧坊を設立した。この僧坊は815年3月27日に初めて記録されている。この文書には、フルダ修道院は僧坊および周辺のいくつかの集落の十分の一税徴税権を保持していることが記されている。
軍事・交易路 Antsanvia はこの地の、おそらくは徒渉地で、ハウネ川を渡っていた。僧坊は徒渉地の傍らに設けられた。そこにはおそらく以前からフランク王の王領があった。この僧坊は急速に修道院へと発展した。825年2月20日には既に monasterium として記述されている。最初の集落は修道院の周りで発展した。この修道院は、883年頃には33人の修道士と13人の遍歴学僧を擁していた。この修道院は、おそらくハンガリー軍の攻撃によって915年に破壊された。再興は律修司祭によって共同修道院としてなされた。ヒューンフェルトの福音主義教区教会には、当時新たに設けられたゴシック様式の修道院教会の痕跡が遺されている（塔の北壁のアプス）。最初の修道院長は1128年に記録されている。
交通の便が良いことからヒューンフェルトは1244年に市場開催権を得た。1310年7月27日にゲルンハウゼンと同等の都市権を得た。この都市権はハインリヒ7世によって授けられた。この軍事道路がこの街にもたらしたのは繁栄だけではなかった。この街はしばしば戦争の巻き添えとなった。たとえば、ナポレオンはハウネ川沿いのこの街を9回通過している。
詩人ゲーテもこの街を訪れており、1814年にその印象を Jahrmarkt zu Hünfeld（ヒューンフェルトの歳の市）という詩に綴っている。
1888年10月29日、街の中心部全域が大火の犠牲となった。その後数多くの建築が行われた。たとえば、市庁舎あるいは1895年に住民の請願によりヒューンフェルトにやって来たオブレート会のボニファティウス修道院などがその例である。
ヒューンフェルトは、1972年の地域再編まで同名の郡の郡庁所在地であった。ヒューンフェルトは、2000年に「ヘッセンの日」の開催地となり、2011年にフランスの姉妹都市ランデルノーとともに欧州統合のための優れた努力に対して欧州議会が授与するヨーロッパ賞を受賞した。

### 市町村合併
1971年2月1日、ヘッセン州の地域再編に伴い、それまで独立した町村であったマッケンツェル、マルゲス、ミヒェルスロムバッハ、モルツバッハ、オーバーフェルト、オーバーロムバッハ、ロスバッハ、ルドルフスハン、リュッカース、ザルゲンツェルがこの街に合併した。1971年12月31日にダンマースバッハ、グローセンバッハ、キルヒハーゼル、ニュストがこれに加わった。
人口は、合併前の7,500人から現在の16,000人にまで増加した。この地域・行政改革でヒューンフェルトはヘッセンで最も広い街の1つとなった。街の面積は 12 km2 から 120 km2 近くまで増加した。

## 住民

### 人口推移
| 年   | 人口（人） |
| ---- | ---------- |
| 1812 | 1,663      |
| 1834 | 2,060      |
| 1840 | 2,197      |
| 1846 | 2,182      |
| 1852 | 1,962      |
| 1858 | 1,921      |
| 1864 | 1,827      |
| 1871 | 1,634      |
| 1875 | 1,622      |
| 1885 | 1,828      |

| 年   | 人口（人） |
| ---- | ---------- |
| 1895 | 1,668      |
| 1905 | 1,979      |
| 1910 | 2,139      |
| 1925 | 2,482      |
| 1939 | 2,772      |
| 1946 | 3,905      |
| 1950 | 4,307      |
| 1956 | 5,318      |
| 1961 | 6,182      |
| 1967 | 7,392      |

| 年   | 人口（人） |
| ---- | ---------- |
| 1970 | 7,001      |
| 1976 | 13,863     |
| 1988 | 13,151     |
| 2000 | 16,100     |
| 2010 | 16,019     |
| 2015 | 16,000     |

出典: LAGIS Hessen、1976年 - Kommunalwahlen 1977、1988年 - Kommunalwahlen 1989、2010年 - Statistische Berichte、2000年および2015年 - Gemeindedatenblatt: Hünfeld, St.
1970年以後の数値は、ヘッセン州の地域再編により合併した地区を含む。

### 宗教

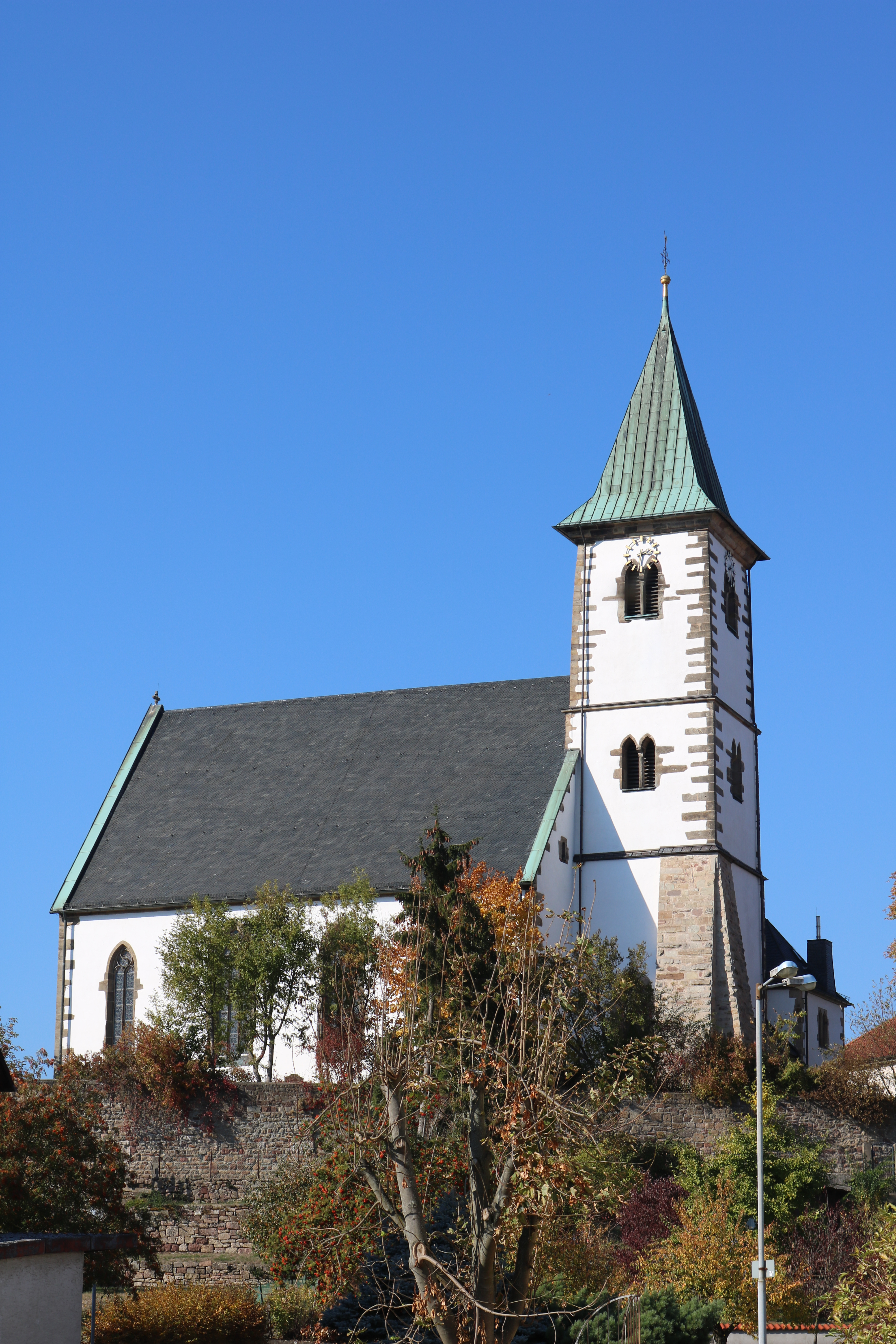
聖ヤコーブス教会

カール大帝は781年にフルダ修道院に campus, qui dicitur unofeld（「unofeld」=「ヒューンフェルト」と呼ばれる土地）を寄進した。
この寄進された土地の経済利用、管理および宗教上のケアのためにベネディクト会の小さな僧坊が設けられた。この僧坊は修道院となり、10世紀には協同修道院に発展した。この修道院の周りに修道院の雑事を行う人々が定住した。こうした修道院の門前町が後にヒューンフェルト市へ発展した。

#### カトリック

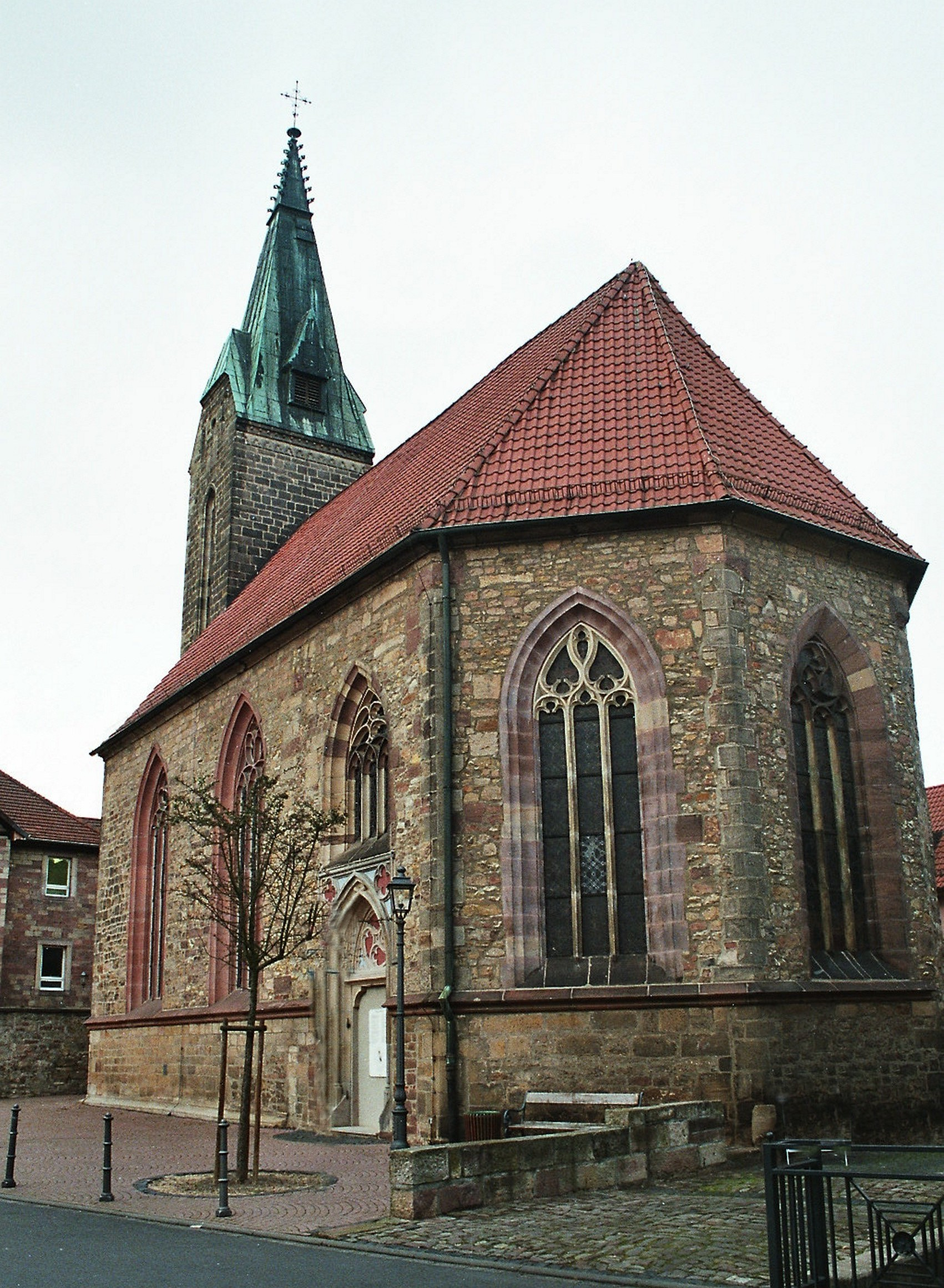
福音主義聖十字架教会

- 聖ヤコーブス教会

#### 福音主義
1803年の世俗化後、かつての修道院教会である聖十字架教会は倉庫（穀物貯蔵庫）に転用されていた。1816年に邦立病院委員会はこの建物を競売に掛け、私有物となった。教会の一部が取り壊され、建築資材として売却された。回廊に新しい所有者の住居が設けられ、内陣は家畜小屋兼倉庫として用いられた。1850年に旧修道院の遺されていた部分を選帝侯政府が買い上げた。1857年に、ともに国家所有の教会と附属建築物が、教会および学校に転用するために福音主義教会に譲渡された。1857年の第4アドヴェントの日曜日、この古くて新しい福音主義教会で54年ぶりに再び礼拝が挙行された。
福音主義の聖十字架教会はシュティフト通り（直訳: 修道院通り）にある。そのすぐ近くのシュティフト通り1番地に牧師館もある。これらはフルダ教会クライスのクールヘッセン＝ヴァルデック福音主義教会に属す。

#### 宗教分布
- 1885年: 福音主義 271人 (14.82 %)、カトリック 1,430人 (78.23 %)、ユダヤ教徒 126人 (6.89 %)、他の宗派のキリスト教徒 1人 (0.05 %)
- 1961年: 福音主義 1,529人 (24.73 %)、カトリック 4,590人 (74.25 %)

出典: Historisches Ortslexikon

## 行政

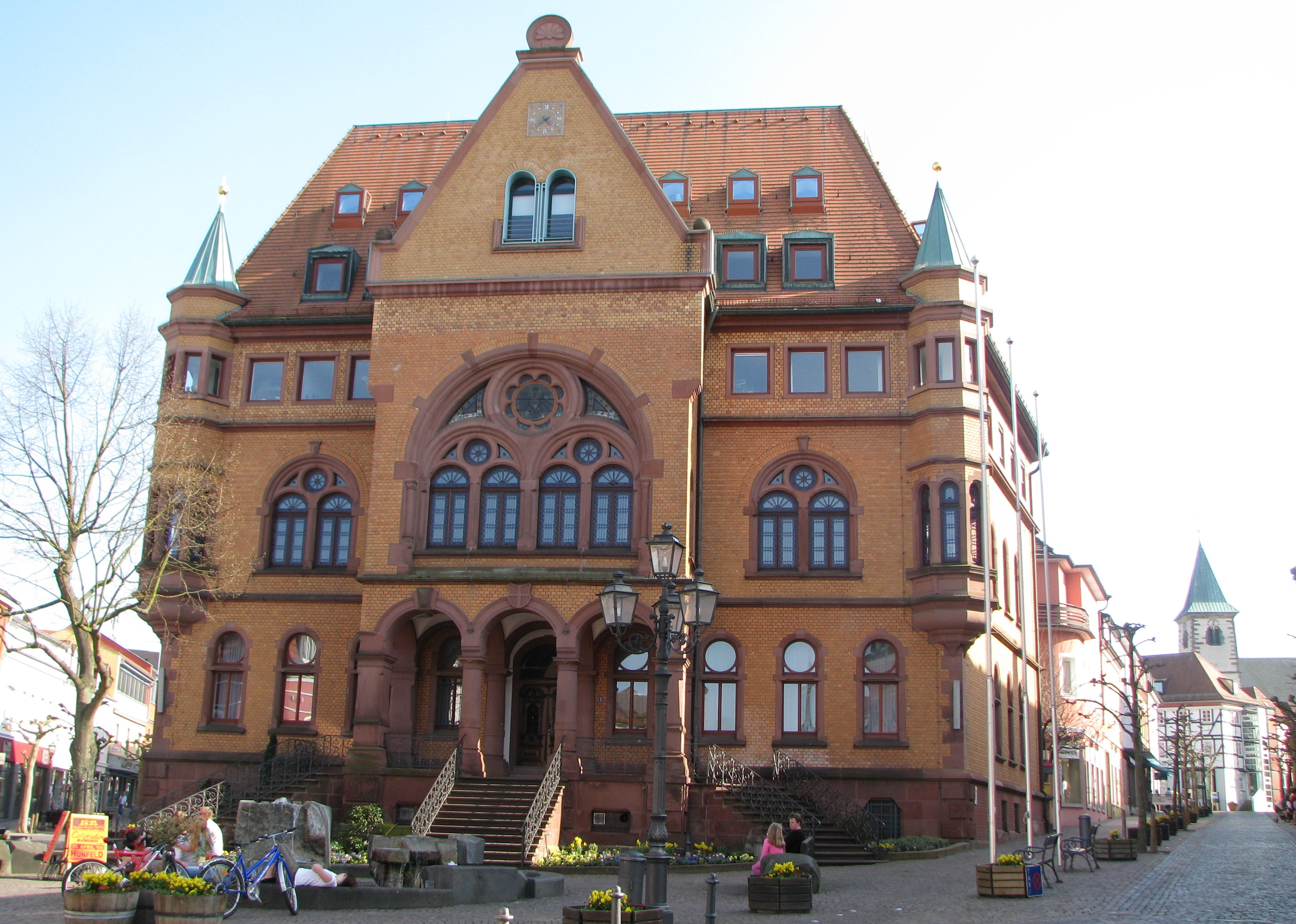
ヒューンフェルト市庁舎

### 市議会
ヒューンフェルト市の市議会は、33議席で構成されている。

### 首長
ヘッセン州の自治体法によれば、首長は、ヒューンフェルト市の場合は首長の他に6人の市議会議員で構成される委員会の委員長を務める。首長（市長）は、2020年からベニャミン・チェスノク (CDU) である。その前任者のシュテファン・シュヴェンク (CDU) は、長年にわたり市長を務めたエバーハルト・フェンネル (CDU) から2014年に市長職を引き継いだ。2019年11月3日の選挙でベンジャミン・チェスノーク (CDU) が当選した。

### 紋章
図柄: この紋章は、珍しいバロック様式の盾型で、青地に白い縁取りがなされている。これに被せて端から端まで貫く白い十字。その中に黒いラインで十字が描かれ二重十字となっている。十字は黒いフルダ修道院の十字に由来する。

### 姉妹都市
- ランデルノー（フランス、フィニステール県）1968年7月14日
- ガイザ（ドイツ語版、英語版）（ドイツ、テューリンゲン州）1990年
- プルシュクフ（ポーランド語版、英語版）（ポーランド、オポーレ県）1997年10月4日
- シュタインベルク（ドイツ語版、英語版）（ドイツ、ザクセン州）

## 文化と見所

### プール
ヒューンフェルトには、屋内プールと屋外プールが1つずつある。屋外プールは春と夏に、屋内プールは秋と冬にオープンしている。

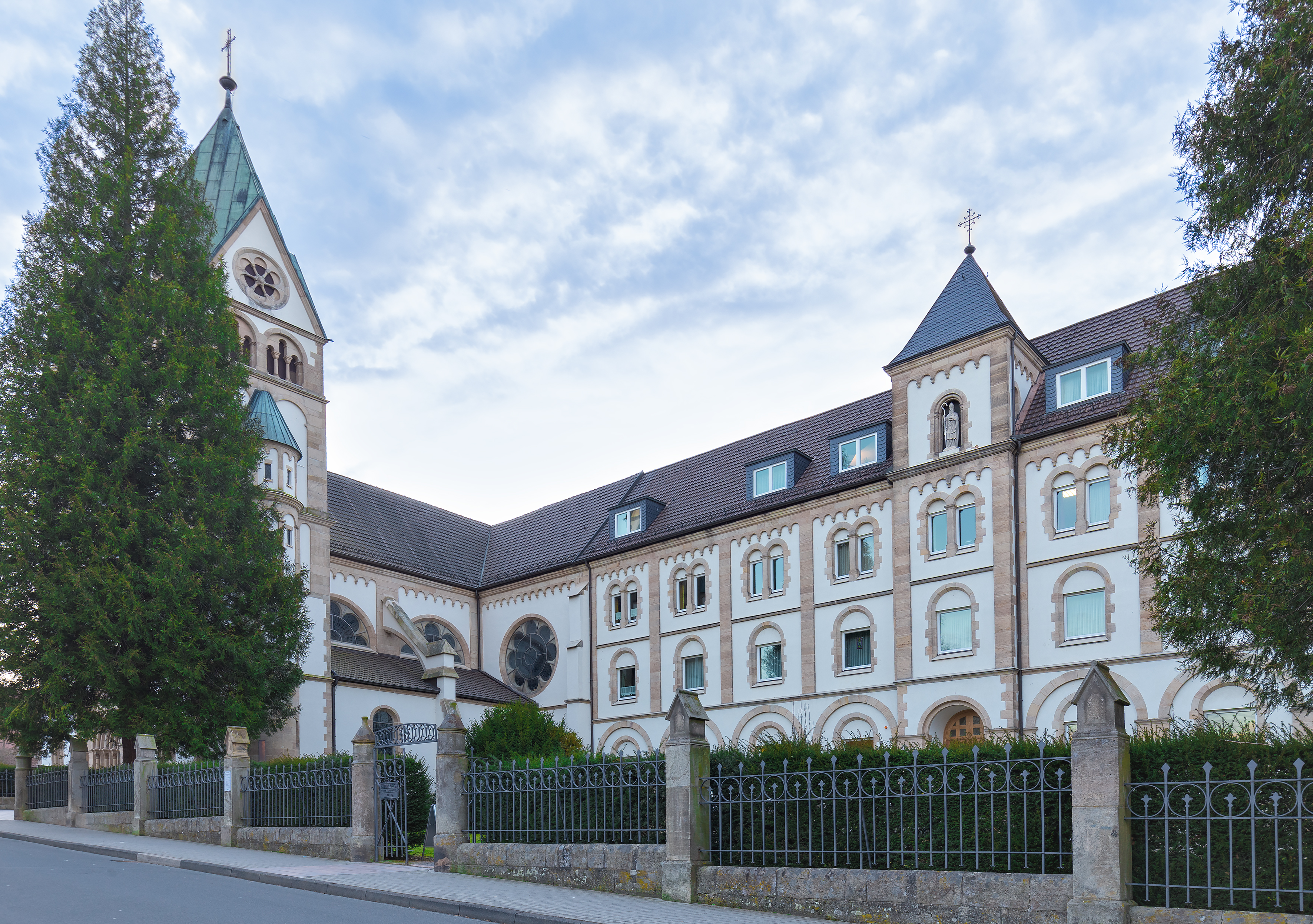
ボニファティウス修道院

### 建築物
- 市役所
- 聖ボニファティウス修道院、オブレート会のカトリック修道院、ヒュンフェルダー・オプラーテンとしても知られている。

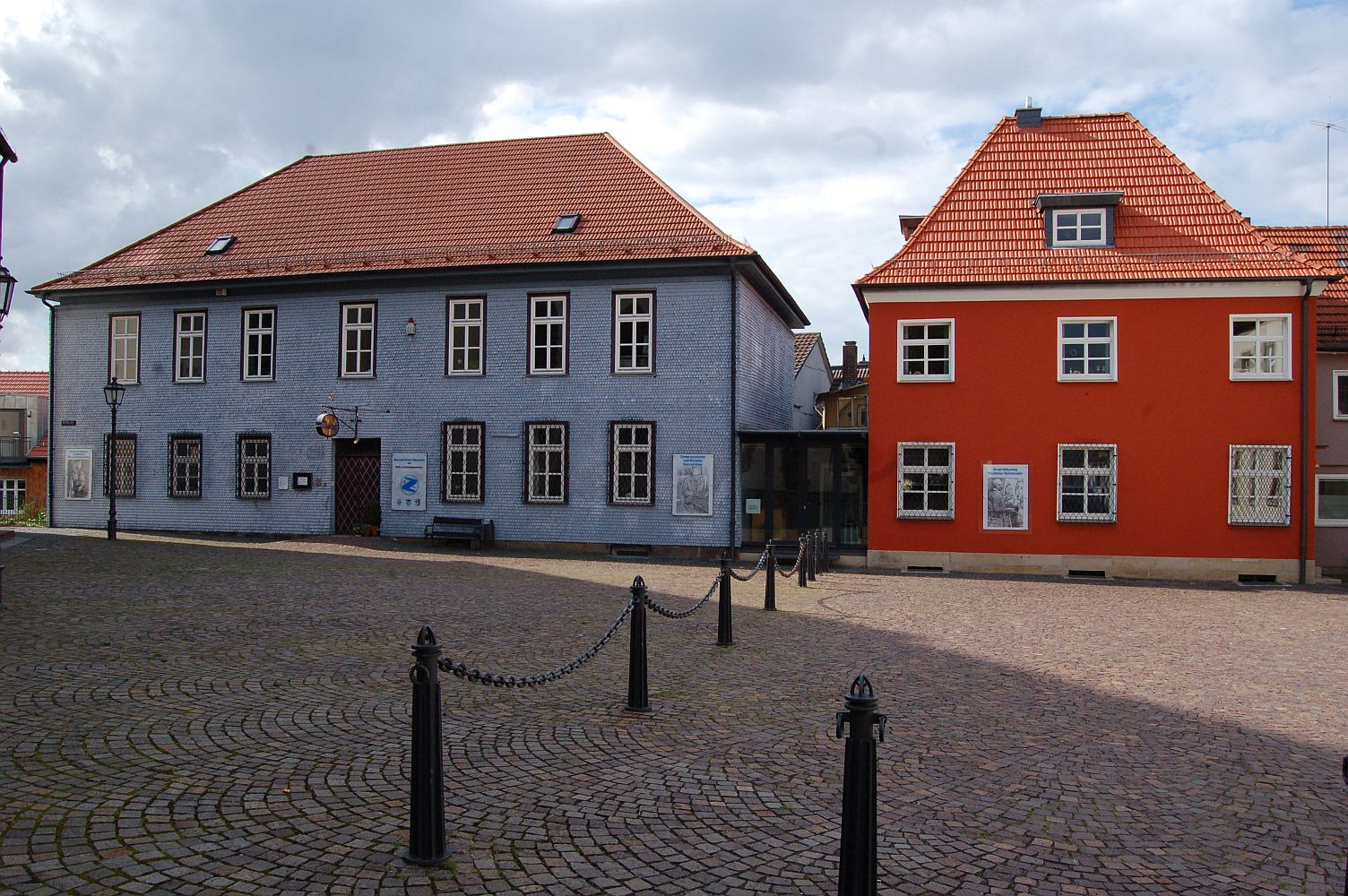
コンラート＝ツーゼ博物館ヒューンフェルト

- 聖ヤコーブス教会、カトリックの教区教会

### 博物館・美術館
ヒューンフェルトの教会広場にヒューンフェルト市・郡歴史博物館がある。この博物館は2007年に展示面積 1200 m2 まで拡張され、コンラート＝ツーゼ博物館ヒューンフェルトと改名された。
旧ガス工場の敷地にヒューンフェルト・モダン・アート美術館がある。この美術館は芸術家ゲルハルト・ユルゲン・ブルーム＝クヴィアトコフスキによって運営されており、コンクリート・アートやインテリジブル・アートの国際的な作品を展示している。ブルーム＝クヴィアトコフスキが主導する、家の壁にコンクリート・ポエトリーのテキストを掲げるプロジェクト「Das offene Buch」（直訳: 開いた本）も、120以上の作品がヒューンフェルトの都市景観を形成する要素の1つである。モダン・アート芸術財団は、ケーゲルシュピール自転車道沿いにレーン地方の方言による慣用句を記した22枚のプレートを設けた。このうち3枚がヒューンフェルト町内のコースに見られる。さらに街の公共空間に数多くの像を展示している。

### スポーツ
この街のスポーツクラブといえば、ヒュンフェルダー SV である。現在このクラブのサッカー男子第1チーム（ヘッセンリーガ）の監督はドミーニク・ヴェーバーである。このクラブは地元のシュターディオン・レーンカンプフバーンで試合を行っている。第2チーム（クライスオーバーリーガ・ミッテ）の監督はヨハネス・ヘルムケである。
ヒューンフェルト市民公園には、1950年に設立されたテニスクラブ・ブラウ＝ヴァイスのテニスコートが8面ある。1995年から毎年、国内のジュニア・シニア大会が開催される。

### 年中行事
- 春祭り
- 馬術競技大会、8月第2週末
- 国内テニス大会、ヘッセンの夏休みの最終前の週末
- ランゲ・ナハト、夜も店が開き、屋台の飲食店が出て、3つのステージでライブ演奏が行われる。
- ガールベルンフェスト（夏祭り）
- マルティンスマルクト、11月11日近辺の土日
- 喜び呼ばわれの祝日コンサート、11月中頃の土曜の夜、ボニファティウス修道院の修道院教会で開催される。
- ジルベスターコンサート、大晦日の夜、市庁舎前で開催される。ヒューンフェルトの新年の歌が歌われる。
- 週の市、金曜日の8時から13時、アンガーで開催される。
- キルメス（教会祭）[訳注 1]、ヒューンフェルト全域
- 聖ボニファティウス修道院の修道院公園祭、8月のいずれかの日曜日
- レーン・ロック・オープン・エアー、ヒューンフェルト＝オーバーフェルト

## 経済と社会資本
ヒューンフェルトの経済発展は第二次世界大戦後に始まった。この街に機械製造業者や金属加工業者が進出した。最大の雇用主は、世界的に知られた毛髪健粧品メーカー「ウエラ」で、この街にある工場で1000人以上の従業員を雇用している。ウエラは、2015年にアメリカのコティー Inc. コンツェルンに吸収された。コティーはこの工場を2018年に閉鎖するとしている。
この他の職場としては、行政部門がある。近年ヘッセンの中央行政機関がヒューンフェルトに移転してきている。

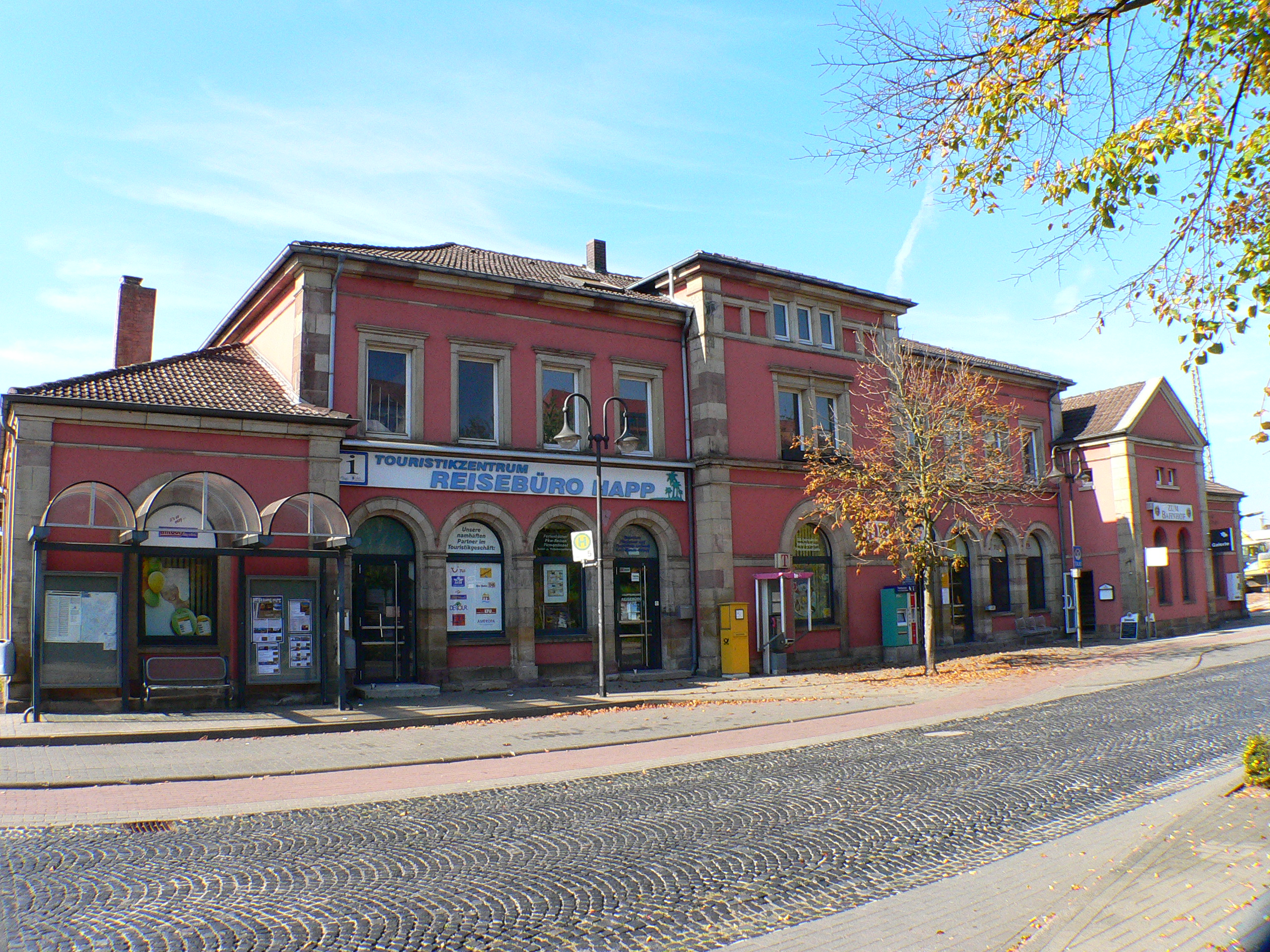
ヒューンフェルト駅

### 交通
連邦道 B27号線と B84号線がこの街を通っている。連邦アウトバーン A7号線も市域内を通っている。本市へはインターチェンジ 90 ヒューンフェルト/シュリッツ経由でアクセスする。
本市は、鉄道フルダ - バート・ヘルスフェルト - ベーブラ - カッセル/エアフルト線の駅がある。この街を始点とするかつてのヒューンフェルト - ヴェーニゲンタフト＝マンスバッハ線上に2007年4月27日に自転車道が開通した。

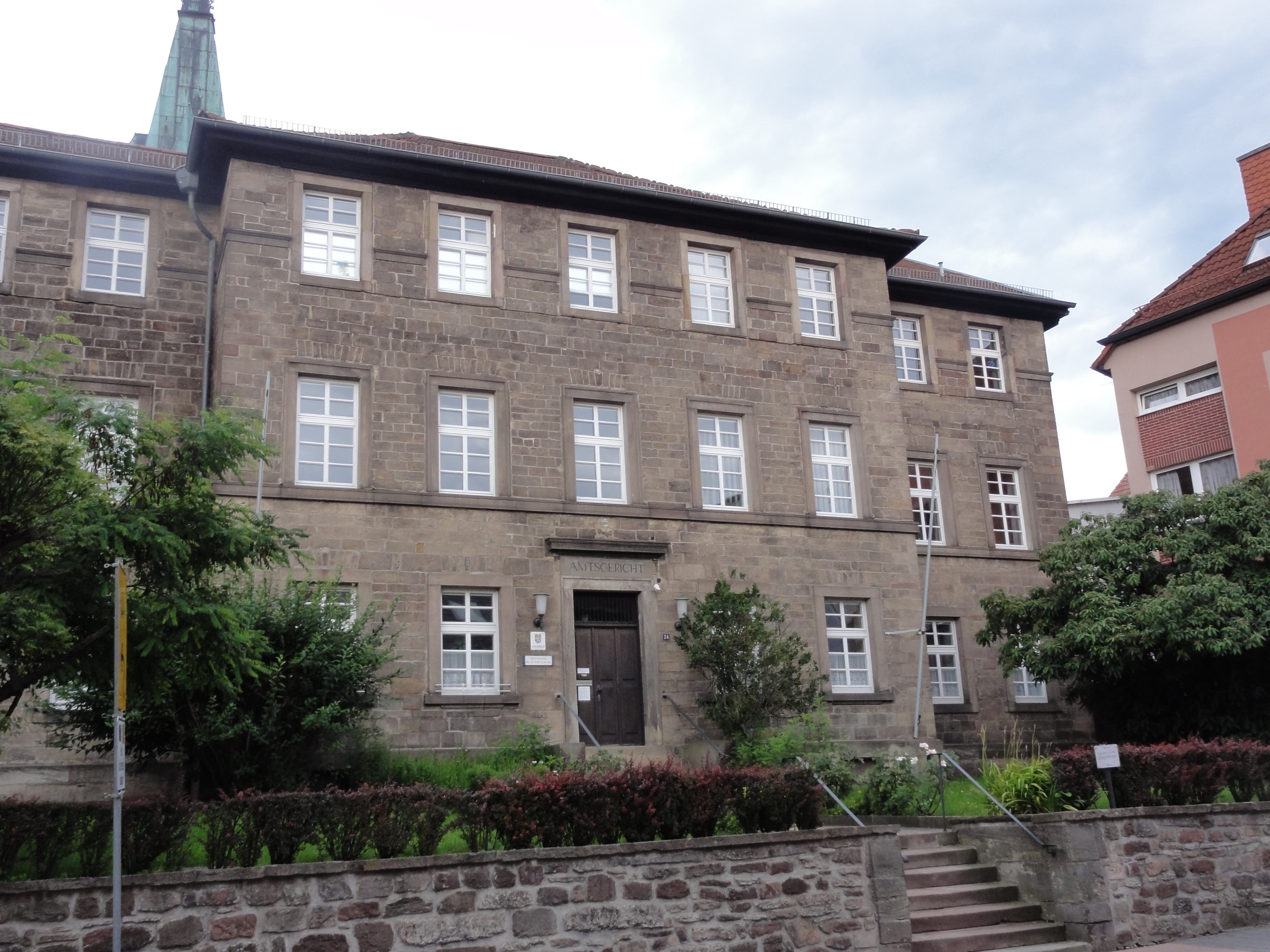
ヒューンフェルト区裁判所

### 公共機関
2005年12月に完成したヒューンフェルト刑務所はドイツ初の半民営の刑務所である。その過程で、コンラート＝ツーゼ＝シューレで刑務官を訓練する場面もあった。
ヒューンフェルトの、ヒューンフェルト区裁判所はヘッセン州の中央督促裁判所である。
ヒューンフェルトは、連邦機動隊 (Bundesbereitschaftspolizei) の連邦警察部隊 (Bundespolizeiabteilung) の所在地である。また、1990年からヘッセン州中央データ処理局の分室が置かれている。

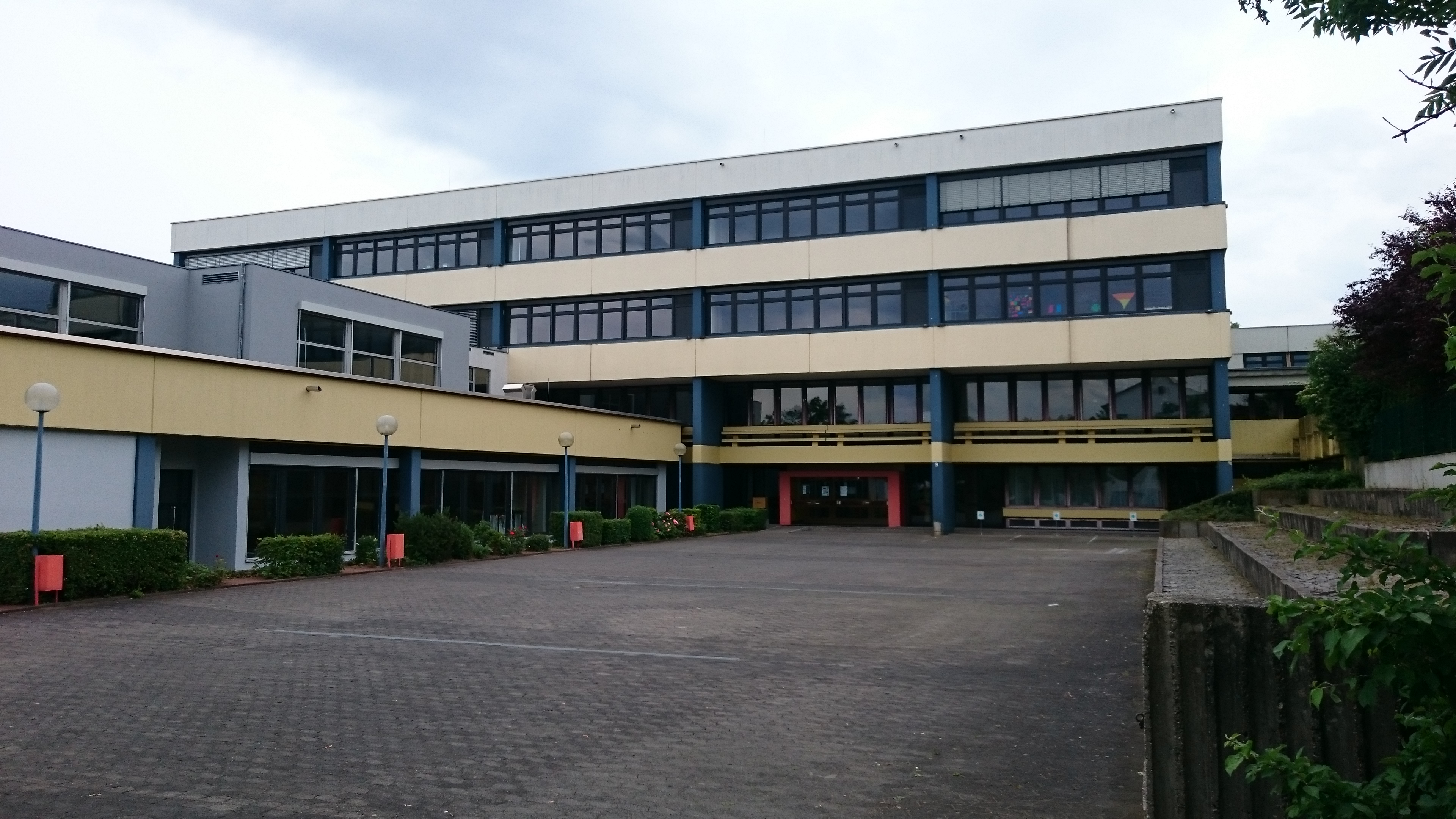
ヴィクベルトシューレ

### 教育
ヒューンフェルト市内には合計4校の基礎課程学校がある。これに加えて、学習障害者のための特別学校1校と実用教育学校1校がある。中核市区には基礎課程学校2校と、特別学校がある。
- パウル＝ゲルハルト＝シューレ（基礎課程学校）
- ヨハン＝アダム＝フェルスター＝シューレ（基礎課程学校）
- クリスティアン＝アンダーセン＝シューレ（学習補助のための学校）
- フィンツェンツ・フォン・パウル＝シューレ（精神発達のための学校）

上級の学校としてはギムナジウム 1校、本課程・実科学校 1校、職業学校 1校がある。
- ヴィクベルトシューレ（ギムナジウム）
- ヨハンシューレ（本課程・実科学校）
- コンラート＝ツーゼ＝シューレ（フルダ郡の職業学校）

## 人物

### 出身者
- ヴィルム・ホーゼンフェルト（1895年 - 1952年）第二次世界大戦時の軍人。ドイツ国防軍陸軍大尉を務めた。

### ゆかりの人物
- ヨハン・ヴォルフガング・フォン・ゲーテ（1749年 - 1832年）ヒューンフェルトを通る旅の途中で「ヒューンフェルトの歳の市」というタイトルの詩を書いた。
- コンラート・ツーゼ（1910年 - 1995年）土木技術者、コンピュータの発明者。

## 参考図書
- August Weber (1951). Die Geschichte der Stadt Hünfeld. Hünfeld
- Otto Helmer; Peter Krahulec; Günther Becker (1969). Hünfeld, das Tor zur Rhön: Porträt einer Kreisstadt und ihrer Landschaft. Kassel: Schneider u. Weber
- August Weber (1960). Die Geschichte des Kreises Hünfeld. Fulda: Parzeller
- Armin Sieburg, ed (1996). Stadtarchiv Hünfeld: ältere Akten und Amtsbücher. Marburg: Hessisches Staatsarchiv Marburg. ISBN 978-3-88964-172-4
- Johannes Burkardt (2004). “Hünfeld”. In Friedhelm Jürgensmeier et al.. Die benediktinischen Mönchs- und Nonnenklöster in Hessen. Germania Benedictina 7 Hessen. St. Ottilien: Eos. pp. 653–657. ISBN 978-3-8306-7199-2

これらの文献は、翻訳元であるドイツ語版の参考文献として挙げられていたものであり、日本語版作成に際し直接参照してはおりません。

## 訳注
1. ↑  キルメス (ドイツ語: Kirmes) は教会開基祭を起源とする民俗祭である。
2. ↑  ドイツ語: Schule für Praktisch Bildbare。ヘッセン州独特の学校形態で、精神障害のある生徒に実用的な教育を行う。